# 정몽근
정몽근(鄭夢根, 1942년 5월 25일~)은 현대백화점그룹 명예회장인 대한민국의 기업인이다.

## 학력
- 1961년 경복고등학교 졸업
- 1966년 한양대학교 토목공학 학사

## 경력
- 1968. 3.~1973. 12. 현대건설 근무
- 1974. 1.~1974. 4. 금강개발산업 이사
- 1987. 1.~2000. 3. 금강개발산업 대표
- 2000. 4.~2006. 12. 현대백화점그룹 회장
- 2006. 12.~ 현대백화점그룹 명예회장

## 가족
- 할아버지: 정봉식
- 할머니: 한성실
  - 아버지: 정주영(1915~2001)
  - 어머니: 변중석(1921~2007)
    - 형: 정몽필(1934~1982)
    - 형: 정몽구(1938~)
    - 배우자: 우경숙(1951~)
      - 장남: 정지선(1972~)
      - 차남: 정교선(1974~)

    - 여동생: 정경희(1944~)
    - 남동생: 정몽우(1945~1990)
    - 남동생: 정몽헌(1948~2003)
    - 남동생: 정몽준(1951~)
    - 남동생: 정몽윤(1955~)
    - 남동생: 정몽일(1959~)
    - 여동생: 정정인(1979~)
    - 여동생: 정정임(1981~)